# Карша (Пермский край)
Карша — деревня в Пермском крае России. Входит в Чайковский городской округ.

## Географическое положение
Деревня расположена в восточной части Чайковского городского округа на расстоянии примерно 7 километров на северо-восток от села Фоки.

## История
Известна с 1796 года как "починок Филипов", в 1800 года уже упоминается как «деревня Карша, Татаркина тож» . В 1834 году отмечено 7 домов, в 1869 34 хозяйства. В 1924 году 46 хозяйств и 154 жителя. . 
С 2004 по 2018 гг. деревня входила в Фокинское сельское поселение Чайковского муниципального района.

## Население
| 2007 | 2010 |
| ---- | ---- |
| 96   | ↗110 |

Постоянное население в 2002 году 103 человека (86% русские), в 2010 110 человек.

## Климат
Климат континентальный, с холодной продолжительной зимой и теплым коротким летом. Средняя годовая температура воздуха составляет 1,8о. Самым теплым месяцем является июль (18,2о), самым холодным  - январь (-14,7о), абсолютный максимум достигает 38о, абсолютный минимум  -49о. Снежный покров устанавливается в первой декаде ноября, максимальной высоты 44-45 см достигает во второй – третьей декадах марта и полностью оттаивает к концу апреля. Последние весенние заморозки приходятся в среднем на 22 мая, а первые осенние – на 19 сентября. Продолжительность безморозного периода составляет 119 дней..